# Bursting at the Seams
Bursting at the Seams е първият сингъл на певицата Камелия Тодорова (под името Camy Todorow), записан през 1985 г. в студиото на група „Куийн“ Mountain Studios в швейцарския град Монтрьо. Сингълът е записан съвместно с барабаниста на групата, Роджър Тейлър (който е и негов продуцент), и е издаден от звукозаписната компания „Върджин Рекърдс“ на 7- и 12-инчова плоча на 23 септември същата година. Малката плоча съдържа едноименната песен, както и нейният инструментал от задната страна. Голямата плоча съдържа ремикс на песента, отново инструментала ѝ, както и ремикс на песента Don't Stop It, I Like It.
Bursting at the Seams е представена от певицата в германското музикално предаване Show und Co. mit Carlo на 17 април следващата година.
След завръщането на Камелия в България в началото на 90-те години песента е включена в първия ѝ самостоятелен студиен албум 2 Souls in 1 („Две души в една“), издаден от „Балкантон“ през 1991 г.